# Литовская стрелковая дивизия (1919)
Литовская стрелковая дивизия —  оперативно-тактическое войсковое соединение РККА в годы Гражданской войны.
Литовская стрелковая дивизия сформирована приказом Военсовета Северного участка отрядов Завесы и Петроградского района от 3 мая 1918 года из добровольческих отрядов Новоржевского боевого участка под наименованием Новоржевской стрелковой дивизии; с 14 июня 1918 — Псковская стрелковая дивизия, с 21 января 1919 — Литовская стрелковая дивизия.
С мая 1918 года несла охрану западной границы на линии Новоржев — Идрица — Невель — Великие Луки — Торопец. В декабре 1918 года участвовала в освобождении от немецких оккупантов Люцина, Полоцка, Режицы, Двинска и Вильно, в январе — феврале 1919 года освобождала Паневеж, Ковно и Юрбург, затем в марте — мае 1919 года вела бои с поляками в районе Вильно и на Двинском плацдарме, отбивая ожесточённые атаки противника. Понесла большие потери и 21 мая сведена в бригаду, на базе которой сформирована 4-я СД.
Начдивы: В. А. Ольдерогге (3 мая 1918 — 7 марта 1919), А. И. Макулович (врид. 7—27 марта 1919), М. В. Лежинский (врид. 27 марта — 5 мая 1919), В. И. Солодухин (5—21 мая 1919).